# Kvarnsjön (Svinhults socken, Östergötland)
Kvarnsjön är en sjö i Ydre kommun i Östergötland och ingår i Motala ströms huvudavrinningsområde. Sjön har en area på 0,223 kvadratkilometer och ligger 192 meter över havet.

## Delavrinningsområde
Kvarnsjön ingår i det delavrinningsområde (641053-148180) som SMHI kallar för Inloppet i Bocksjön. Medelhöjden är 210 meter över havet och ytan är 71,89 kvadratkilometer. Det finns inga avrinningsområden uppströms utan avrinningsområdet är högsta punkten. Stångån som avvattnar avrinningsområdet har biflödesordning 2, vilket innebär att vattnet flödar genom totalt 2 vattendrag innan det når havet efter 253 kilometer. Avrinningsområdet består mestadels av skog (88 procent). Avrinningsområdet har 2,05 kvadratkilometer vattenytor vilket ger det en sjöprocent på 2,8 procent.